# Scania-Wissellaadsysteem
Het Scania-Wissellaadsysteem (WLS) is een vrachtauto bestemd voor het vervoer van 20 voets- of flatrackcontainers van de Nederlandse krijgsmacht, gebouwd door de Zweedse vrachtwagenfabrikant Scania en geassembleerd bij het Scania-productiecentrum in Zwolle. Het wissellaadsysteem is de complete constructie van vrachtauto met containerframe, haakarm of autolaadkraan (ALK). Met het containerframe en haakarm kan een chauffeur zelfstandig ladingen op de vrachtwagen trekken, op een aanhangwagen duwen of juist lossen.
Het voertuig is in gebruik bij de Koninklijke Landmacht, Koninklijke Luchtmacht en de Koninklijke Marine.

## Aanschaf
In de jaren 90 werd er nagedacht over de vervanging van verschillende vrachtwagens binnen de Koninklijke Landmacht. De trekker-opleggercombinaties en de vier- en tientonners die op dat moment in gebruik waren zouden in 2005 het einde van hun levensduur bereiken (hun zogenaamde End Life of Type (ELOT). Daarnaast was de opdracht van de Koninklijke Landmacht gewijzigd waardoor de inzet van eenheden ver van Nederland zeer waarschijnlijk was. Hierbij zou multimodaal vervoer een grote rol spelen. 
Uit deze noodzaak voor vervanging ontstond de 'Beleidsvisie Wielvoertuigen'. In deze visie werd de basis gelegd voor een logistiek optreden met 20-voetcontainers (welke multimodaal vervoerd konden worden) en voertuigen die deze containers zelfstandig op- en af konden zetten. Er werd geschat dat er circa 450 vrachtauto's van het type wissellaadsysteem met een laadvermogen van 165 kilonewton (kN) benodigd waren en deze nieuwe voertuigen zouden in de periode 2004 tot 2006 uitgeleverd moeten worden. Zowel Scania als Mercedes-Benz had conceptvoertuigen aangeleverd welke in 2002 waren beproefd. In 2004 en 2005 werden uiteindelijk de in Zwolle geassembleerde 555 Scania-wissellaadsystemen uitgeleverd aan Defensie. Het totale investeringsbedrag voor het project was 158 miljoen euro.
Een jaar later werd een onderhoudscontract met Scania Nederland getekend voor een periode van 13 jaar (tot 2019). Eind 2019 was er vervolgens een nieuw contract getekend welke geldig is tot 31 december 2026. Dit zogenaamde 'full-service onderhoudscontract' voor de Scania WLS heeft in hoge mate model gestaan voor het servicecontract voor de Scania Gryphus.

## Inzet
Ze hebben in Afghanistan een zwaar leven gehad.— Hans Ennik van Scania over de staat van de Scania WLS bij terugkomst in Nederland.
De Scania WLS is ingezet bij missies in Afghanistan, Mali en Litouwen waarvoor, indien nodig, de cabine kon worden voorzien van een pantserpakket. Scania's die naar Afghanistan waren gestuurd verbleven daar 3 tot 4 jaar, of zelfs langer, totdat zij weer terugkwamen naar Nederland. 
Verder is het Scania Wissellaadsysteem in verschillende landen gebruikt tijdens oefeningen zoals in Oostenrijk, Roemenië, en Polen.

## Vervanging
In het kader van het programma ‘Defensiebrede Vervanging Wissellaadsystemen, Trekker-opleggercombinaties en Wielbergingsvoertuigen (WTB)' zal de Scania WLS vervangen worden door zogenoemde commercial/military off the shelf-voertuigen. Vervanging van de voertuigen is noodzakelijk vanwege onder andere het verstrijken van de technische en economische levensduur. De voertuigen bereiken in de periode 2024-2025 hun ELOT.
Met het project is € 250 miljoen tot € 1 miljard gemoeid (prijspeil 2022) en de investering wordt vóór 2028 gedaan.

## Galerij

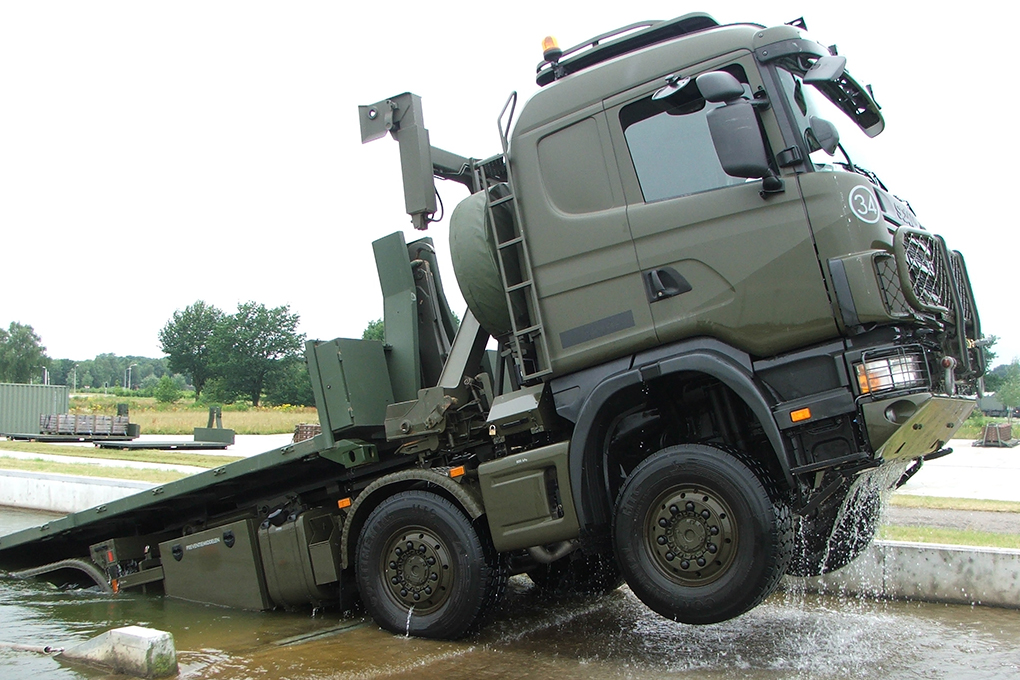
Een Scania WLS op het OTCRij beladen met een lege flatrack. De Scania WLS is voorzien van olijfgroene kleur zoals ook gebruikt bij het Commando Zeestrijdkrachten.
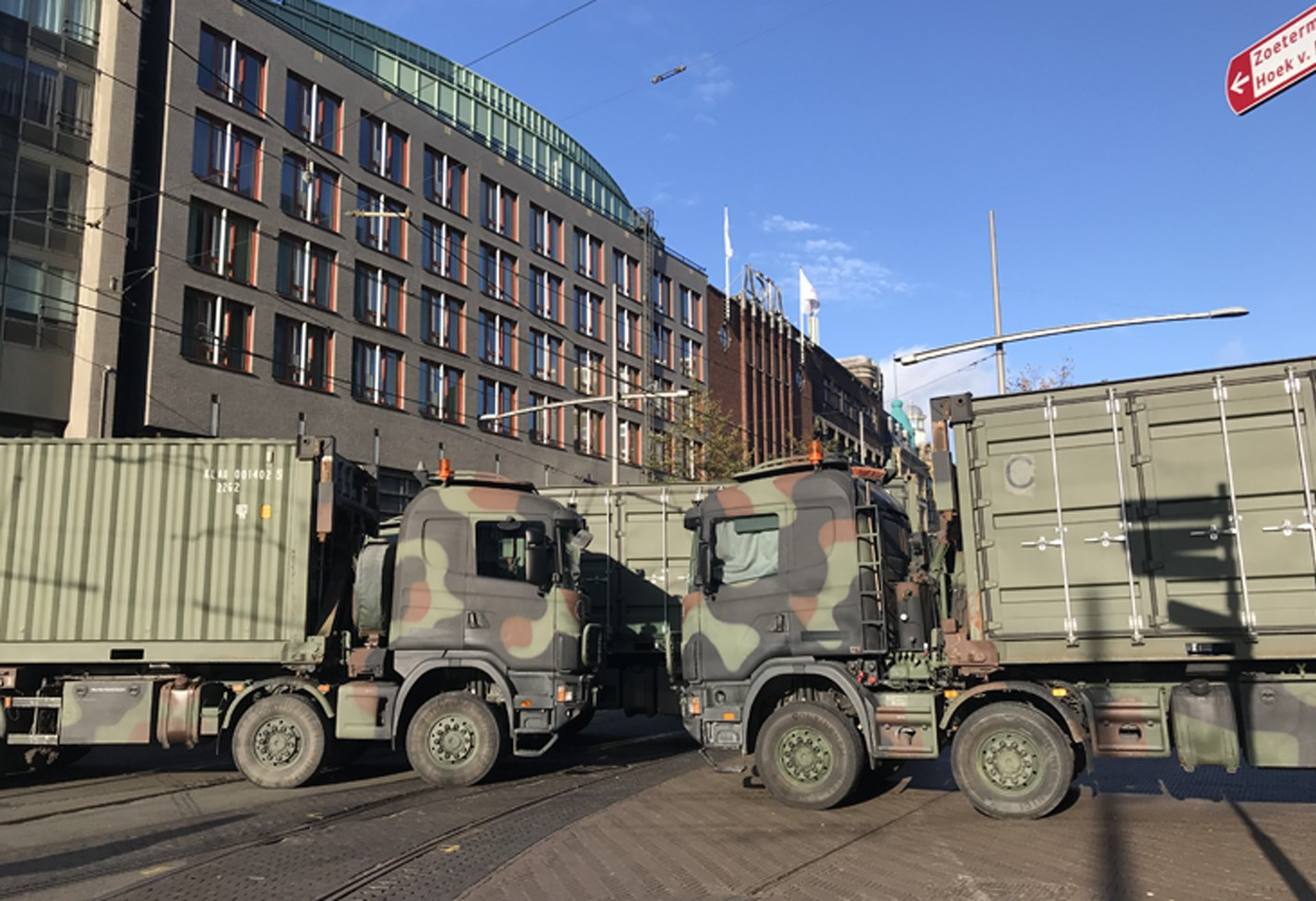
(16- & 17-10-2019) Scania WLSn zijn ingezet in Den Haag om boeren de weg naar het Binnenhof te versperren.
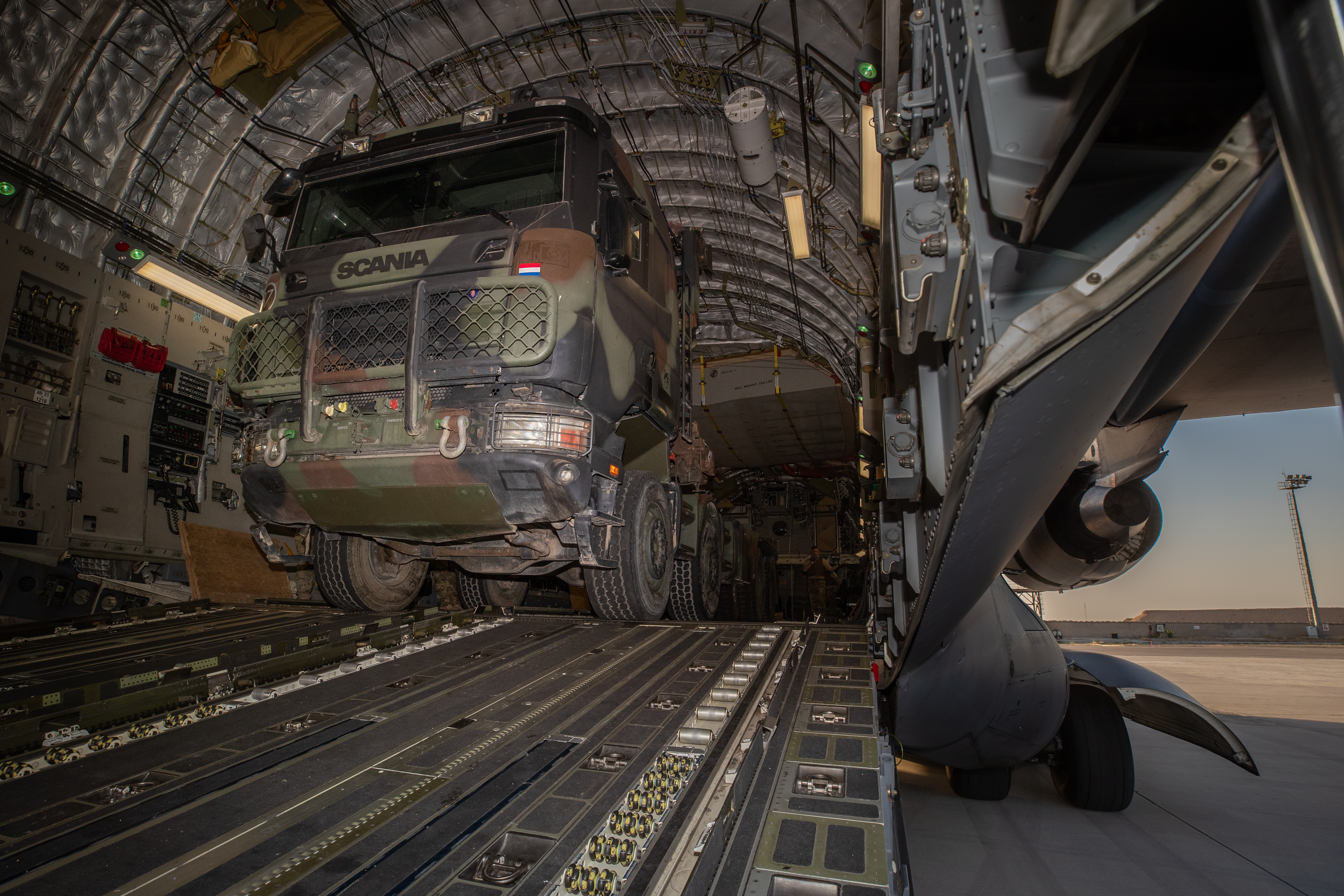
Scania WLS met pantserpakket wordt beladen in een C-17 Globemaster van de Heavy Airlift Wing (HAW),
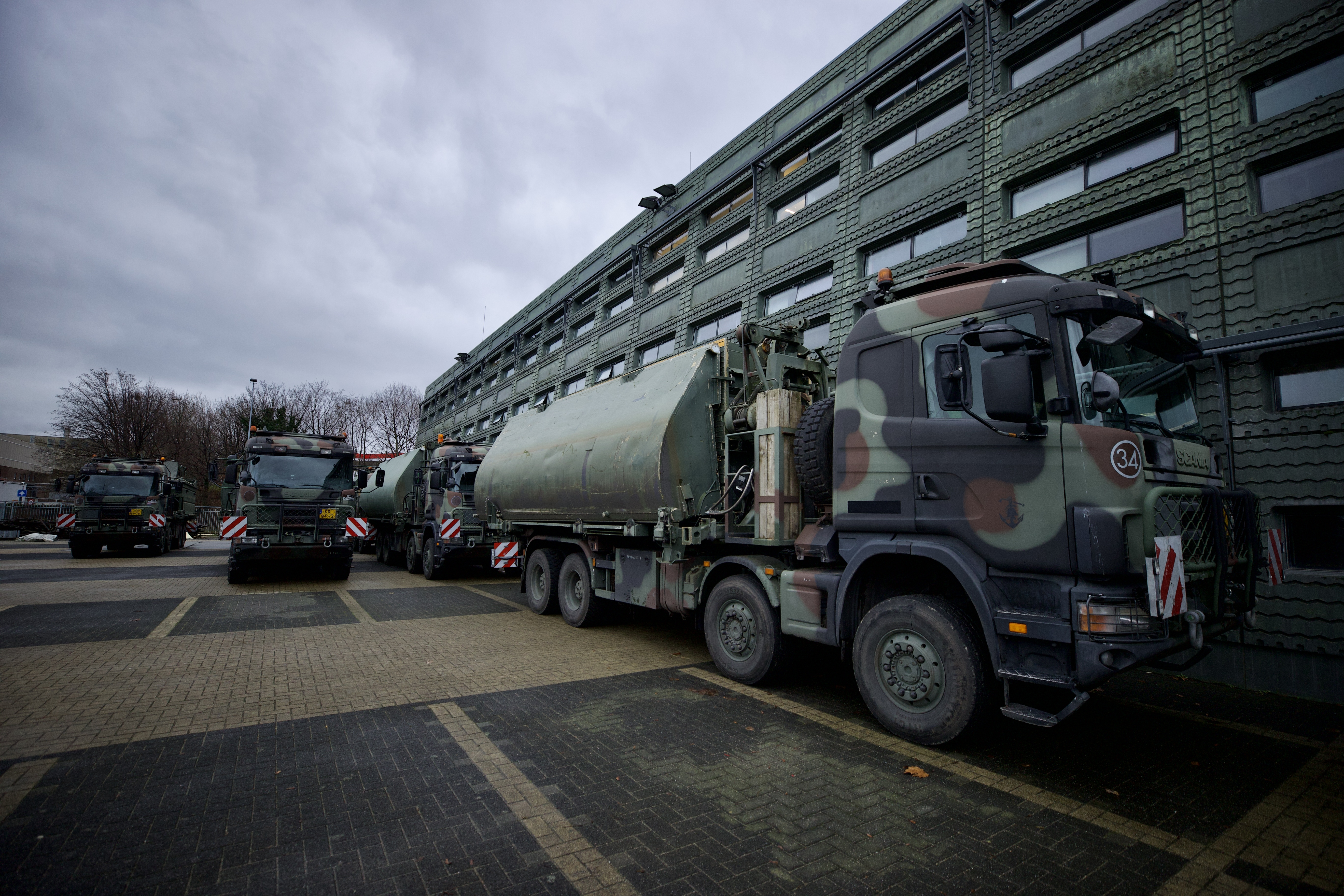
(05-01-2024) Scania WLS met pontons van de pontonniers worden ingezet in Maastricht voor ondersteuning bij aanleg van een tijdelijke dam.
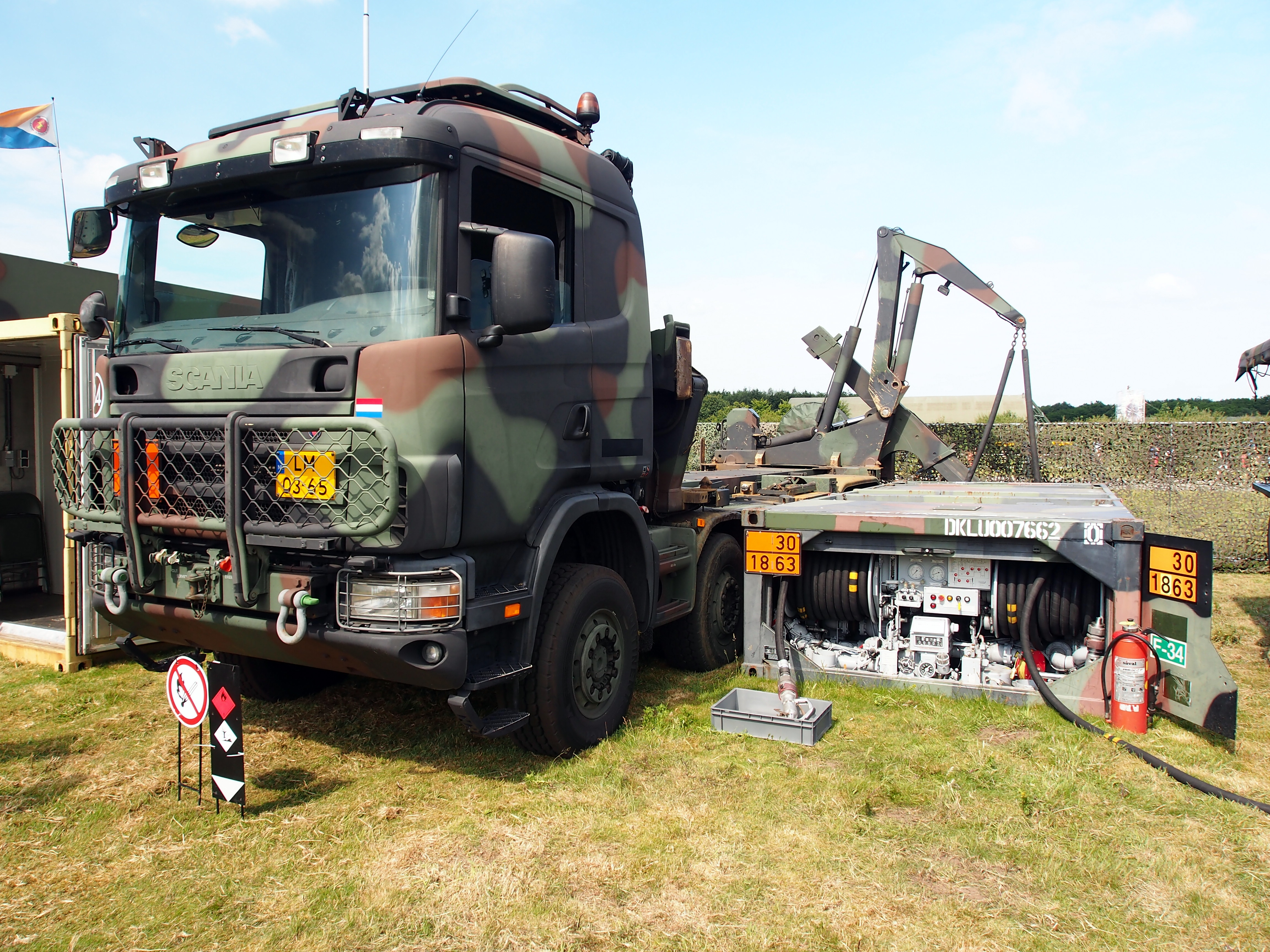
Een Scania Zijlaadsysteem (ZLS) van de Koninklijke Luchtmacht.
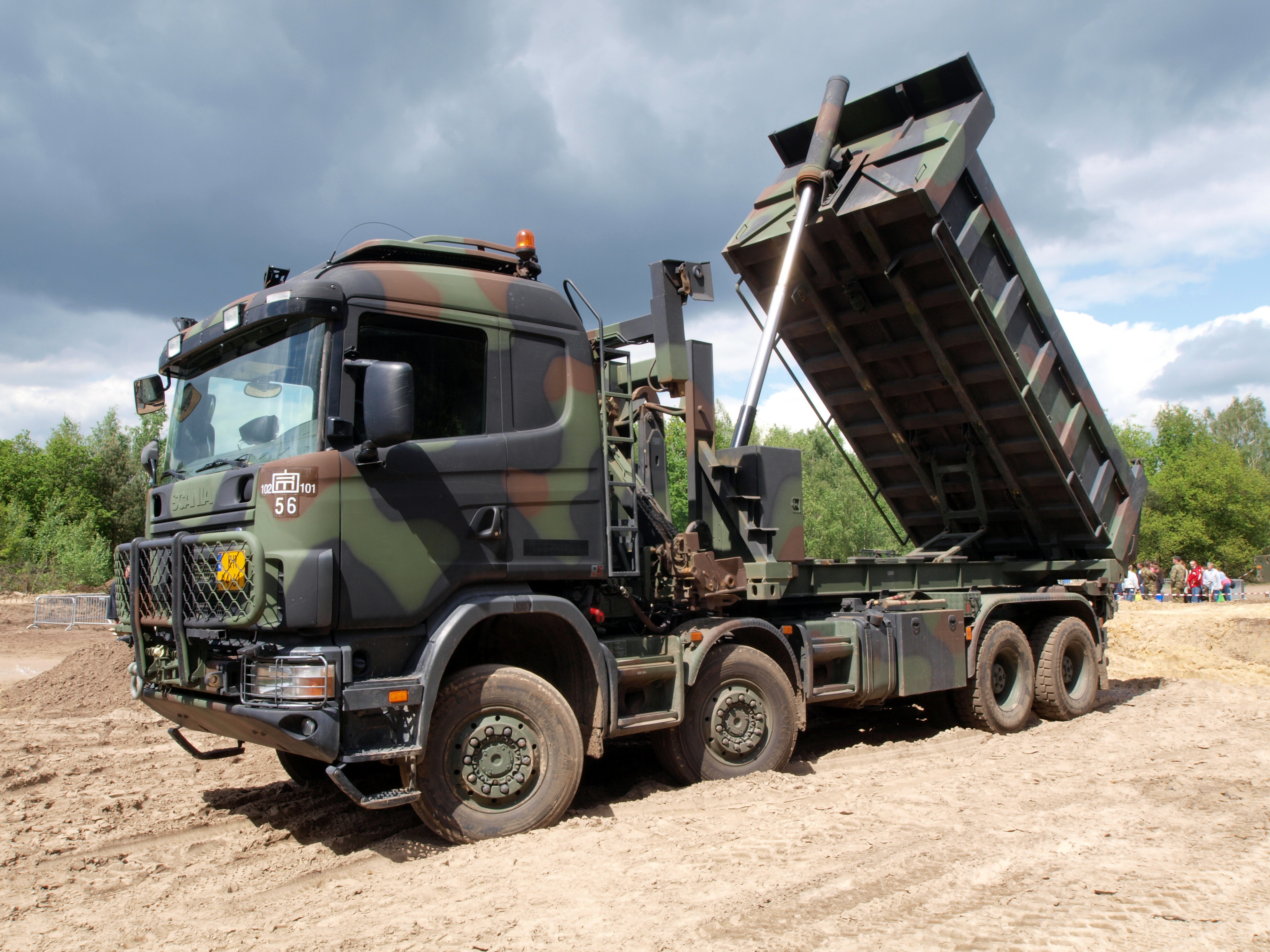
Een Scania WLS met kiepbak van 101 geniebataljon.